# Nace Simončič
Nace Simončič, slovenski lutkar , * 8. junij 1918, Litija, † 21. januar 2001, Ljubljana
Simončič je bil lutkar, igralec in režiser Lutkovnega gledališča Ljubljana. Ljubiteljem lutk bo ostal v spominu predvsem po vlogah v Žogici Marogici, Pavlihi in Kužku Postružku, z nanizanko Kljukčeve dogodivščine (49 epizod) in z Radovednim Tačkom (327 oddaj med leti 1987 in 2000). Kot sinhronizator slovenske različice je glas posodil tudi Palčku Smuku. Simončič je Tačku s svojo čudovito osebnostjo dal poseben pasje-človeški značaj, in se s tem priljubil številnim generacijam otrok. 
Nastopati je začel že v času NOB kot član gledališke skupine  Slovenskega narodnega gledališča na osvobojenem ozemlju v Črnomlju. Po koncu vojne je bil sprva član ljubljanske Drame. 1951 je pričel sodelovati z Lutkovnim gledališčem Ljubljana (kot kužek Postružek v Žogici Marogici). Od leta 1962 vse do upokojitve je bil del lutkovnega oddelka na Televiziji Slovenija, od 1964 tudi njegov vodja.  
Od leta 2012 v Litiji v spomin na Naceta Simončiča poteka Tačkov festival, ki ga pripravijo Knjižnica Litija, ZKMŠ Litija in Občina Litija. 

## Nagrade in priznanja
Za svoje delo je prejel nagrado Prešernovega sklada (1964) in Župančičevo nagrado (1984), zlato plaketo bienala jugoslovanskega lutkarstva v Bugojnu (1987) in nagrado druženja dramskih umetnikov Slovenije za življenjsko delo (1993).